# Bodmerei
Bodmerei (englisch bottomry, abzuleiten von englisch bome, gleichbedeutend mit Kiel, oder von „Boden“, d. h. dem Schiffsboden, als dem Hauptbestandteil des Schiffs; französisch prêt à la grosse aventure) war im Seehandelsrecht ein während der Seereise zwischen einem Kapitän oder Supercargo und einem Kreditgeber geschlossener Kreditvertrag, bei dem das Schiff und/oder die Schiffsladung als Kreditsicherheit dienten.

## Allgemeines
Alle Vermögensgegenstände sind beleihbar, so dass auch auf Schiffe Kredit aufgenommen werden kann. Sie stellen dann für den Kreditgeber das Beleihungsobjekt dar. Die Bodmerei betraf aber nur Schiffe, die sich auf See befanden und war damit keine allgemeine Schiffsfinanzierung. Die Bodmerei wurde in Deutschland im April 1973 abgeschafft. Als heutige Form der Schiffsfinanzierung gibt es die Schiffshypothek, die gemäß § 8 Abs. 1 SchRG in Verbindung mit § 3 SchRG und § 24 SchRG zur Sicherung einer Forderung ein Schiff in der Weise belastet, dass der Gläubiger berechtigt ist, seine Befriedigung aus dem Schiff durch dessen Verwertung zu suchen.

## Geschichte
Das römische Recht kannte das auf griechischen Wurzeln beruhende Seedarlehen (lateinisch foenus nauticum), einer Unterart des Mutuum. Der Schuldner erhielt einen Kredit, mittels dessen er einen Seetransport und den Einkauf von Waren finanzieren konnte. Rückzahlbar war das Darlehen zumeist im Bestimmungshafen, in welchem die Waren abgeliefert wurden. Das Darlehen musste nicht zurückgezahlt werden, wenn das verpfändete Schiff unterging; der Gläubiger trug somit die Seegefahr.
Hieraus entwickelte sich im Mittelalter die so genannte Großaventurei, ein besonders in Frankreich und England üblicher Seedarlehnsvertrag, welcher zur Anschaffung von Waren, die über See verschickt werden sollten, abgeschlossen und bei welchem dem Gläubiger eine Prämie zugebilligt sowie ein Pfandrecht an den zu versendenden Gütern gegen Übernahme der Seegefahr eingeräumt wurde. Aus der Großaventurei entstand schließlich die Bodmerei, für welche die Regel galt, dass derjenige verbodmen konnte, welcher zu der Verpfändung des betreffenden Gegenstandes befugt war, also hinsichtlich des Schiffs der Reeder, hinsichtlich der Schiffsladung der Befrachter. Auch dem Schiffer war die Verpfändung von Schiff, Fracht und Ladung unter gewissen Voraussetzungen während der Reise erlaubt.
Im Hochmittelalter setzte man die Verpfändung des der Seegefahr ausgesetzten Schiffes oder Schiffsteiles voraus, so etwa um 1250 in den Rôles d’Oléron (Artikel 122) oder in Lübeck (1387). Das Seerecht von Wisby (Art. 40) erwähnte 1407 die Bodmerei, denn es konnte Geld auf den Boden (Bome) des Schiffes gegeben werden. Die Hanse erließ jedoch wegen Missbrauchs 1418 ein Bodmereiverbot. Das Wort „Bodmerei“ stammte aus Flandern, wo es 1549 erstmals als „bomerie“, 1551 dann als „bomerije“ auftauchte. Im Jahre 1605 sprach die Hamburgische Gerichtsordnung vom „gelt auf boͤddemerey aufnehmen“. Das mittelniederdeutsche „bodem“ wiederum bedeutete „Schiffsboden“. Georg II. verfügte nach 1730, dass bei Ostindienfahrten Bodmerei („Respondentia“) nur bei seinen Untertanen statthaft sei.
Das Allgemeines Preußisches Landrecht (APL) vom Juni 1794 präsentierte eine Legaldefinition: „Bodmerey ist ein Darlehnscontract, bey welchem der Gläubiger, wegen Verpfändung eines Schiffes, oder der Ladung desselben, oder beider zusammen, die Seegefahr übernimmt“ (II 8, § 2359 APL). Nach § 2370 APL durfte die Heuer nicht verbodmet werden, § 2376 APL verbot die Verbodmung bereits versicherter Gegenstände, gemäß § 2406 APL mussten im Regelfall Schiff und Ladung verpfändet werden. Da der Kreditgeber das Transportrisiko trug und das Darlehen beim Untergang des Schiffes nicht rückzahlbar war, ist in der Bodmerei auch eine Versicherung zu erblicken; der Kreditgeber war zugleich Versicherer.
Der französische Code de Commerce vom September 1807 sah Regelungen in Art. 334 ff. vor. Auch der Binnenstaat Österreich regelte die „Bodmerey“ ab Januar 1812 in § 1292 ABGB, sie trat im Dezember 2016 außer Kraft. Dort zählte sie zu den „Glücksverträgen“, „wodurch die Hoffnung eines noch ungewissen Vorteiles versprochen und angenommen wird“. Glücksverträge sind gemäß § 1269 ABGB „die Wette; das Spiel und das Los; alle über gehoffte Rechte, oder über künftige noch unbestimmte Sachen errichtete Kauf- und andere Verträge (Hoffnungskauf, d. Verf.); ferner, die Leibrenten; die gesellschaftlichen Versorgungsanstalten; endlich die Versicherungs- und Bodmereyverträge“. Das österreichische Handelsrecht verstand unter „Bodmerey“ lediglich das Darlehen. Das Allgemeine Deutsche Handelsgesetzbuch (ADHGB) vom Mai 1861 behandelte in Art. 701 ADHGB die „uneigentliche Bodmerei“. Das HGB übernahm die Bodmerei im Januar 1900 (§§ 679–699 HGB a. F.). Durch das Seerechtsänderungsgesetz vom 21. Juni 1972 entfielen unter anderem auch die Bestimmungen über die Bodmerei.

## Rechtsfragen
Die Bodmerei war als Verpfändung vorgesehen, bei der allgemein nur der Eigentümer der Sache dem Sicherungsnehmer (Kreditgeber) ein vertragliches Pfandrecht einräumen kann. Das wäre bei der Bodmerei der Reeder, doch durften ausnahmsweise auch Kapitän oder Supercargo als bloße Besitzer das Schiff verpfänden („eigentliche Bodmerei“). Dies war ein seehandelsrechtlicher Sonderfall, wonach ein Nichteigentümer fremde Vermögensgegenstände rechtsgültig verpfänden durfte.
Der Kreditgeber hieß Schiffsgläubiger (§ 754 HGB a. F.), dessen vertragliches Pfandrecht das Schiffsvermögen (Schiff nebst Zubehör, § 755 Abs. 1 HGB a. F.), die Schiffsladung (§§ 726, 753 Abs. 1 HGB a. F.) und die Bruttofracht (§ 756 HGB a. F.) umfasste. Nach § 679 HGB a. F. war Bodmerei ein „Darlehensgeschäft, welches von dem Schiffer (Schiffskapitän) als solchem kraft der in diesem Gesetzbuch ihm erteilten Befugnisse unter Zusicherung einer Prämie und unter Verpfändung von Schiff, Fracht und Ladung oder von einem oder mehreren dieser Gegenstände in der Art eingegangen wird, dass der Gläubiger wegen seiner Ansprüche nur an die verpfändeten (verbodmeten) Gegenstände nach Ankunft des Schiffs an dem Ort sich halten kann, wo die Reise enden soll, für welche das Geschäft eingegangen ist (Bodmereireise)“ (eigentliche Bodmerei). Die Bodmerei bedurfte der Schriftform in Gestalt eines Bodmereibriefs oder Bielbrief (italienisch Cambio marittimo; § 682 HGB a. F.), der als gekorenes Orderpapier (§ 684 HGB a. F.) gemäß § 363 HGB durch Indossament übertragbar war. Die Übertragung des Bodmereibriefs bedeutete gleichzeitig die Übertragung der Schiffsladung (Traditionspapier). Eine Havarie traf den Gläubiger nicht, er trug jedoch das Transportrisiko mit der Gefahr, dass die verpfändeten Gegenstände zu seiner Befriedigung unzureichend waren (§ 690 HGB a. F.: „Es haftet alles, was der Boden zu Lande bringt“).
Die Bodmereischuld war, sofern nicht in dem Bodmereibrief selbst eine andre Bestimmung getroffen war, in dem Bestimmungshafen der Schiffsreise und am achten Tag nach der Ankunft des Schiffs in diesem Hafen fällig. Vom Zahlungstag an waren von der Bodmereischuld einschließlich der Prämie Zinsen zu 6 Prozent zu zahlen. Der Betrag der Prämie war schon vor Aufhebung der gesetzlichen Zinsbeschränkungen wegen des mit der Bodmerei verbundenen Risikos dem freien Ermessen der kontrahierenden Teile überlassen.

## Abgrenzung
Carl Günther Ludovici wies 1798 darauf hin, dass sich die Bodmerei von der Großaventurei dadurch unterschied, dass erstere die Verpfändung des Schiffs und dessen Zubehörs und/oder der Schiffsladung ermöglichte, während die Großaventurei lediglich die Verpfändung der Schiffsladung betraf.

## International
In England gehörte die Bodmerei (englisch bottomry) zum Common Law, wofür 1802 Baron Tenterden umfassende Regelungen schuf. Die Bodmerei verlor bereits im 19. Jahrhundert an Bedeutung, heute sind Seepfandrechte (englisch maritime liens) üblich, die seit 1981 in Art. 22 Supreme Court Act anerkannt sind. Allerdings dürfen lediglich Bergung (englisch salvage), Schadensersatz für durch Schiffe verursachte Schäden (englisch damage done by a ship), Heuern (englisch wages), Kapitänsgeschäfte (englisch Master’s disbursements) und Bodmerei finanziert werden.
In Frankreich wurde die Bodmerei (französisch prêt à la grosse aventure) im Januar 1969 aufgehoben, die entsprechende Erwähnung in Art. 1964 Code civil entfiel im Mai 2009.
In den USA sind der Federal Maritime Lien Act aus 1910 und der Ship Mortgage Act aus 1920 seit November 1988 im Commercial Instruments and Maritime Lien Act zusammengefasst.